# FuboTV
FuboTV — американський OTT провайдер потокового мультимедіа. Спеціалізується виключно на каналах пов'язаних з трансляціями спортивних змагань. На даний час обслуговує тільки клієнтів з США та Канади. Сервіс був запущений 1 січня 2015 року тільки у якості футбольного транслятора, але у 2017 році почалися трансляції не лише футбольних змагань але й інших

## Історія
FuboTV засновано у січні 2015 року Девідом Гандлером (генеральний директор), Альберто Хоріуела (CMO) та Сун Хо Чой. На момент запуску FuboTV коштував 7 доларів на місяць і пропонував прямі трансляції з футбольних каналів. На початку 2017 року FuboTV перетворився на ширший потоковий сервіс, додавши розважальні та новинні програми на додаток до футболу та спорту з НФЛ, НБА, МЛБ та НХЛ. Протягом перших п’яти років інвесторами FuboTV були AMC Networks, Luminari Capital, Northzone, Sky News та Scripps Networks Interactive. FuboTV увійшов до списку стартапів Forbes на мільярд доларів у 2019 році. За даними Fast Company, FuboTV все ще називає себе «спортивним першим», але замість того, щоб бути «Netflix футболу», він представляє себе як прямий конкурент кабельного телебачення та пакетів прямих трансляцій, таких як Sling TV та AT&T TV. FuboTV був першим потоковим сервісом для прямих телетрансляцій, який підтримував відео 4K (Чемпіонат світу з футболу 2018 р), і був першим, хто прийняв галузевий стандарт для обробки несводіваних відключень спортивних трансляцій.
У грудні 2018 року FuboTV оголосив, що збирається розширити свою діяльність в Іспанії.

## Особиливості
FuboTV побудував свій технологічний стек в 2017 році запустив такі функції, як хмарне сховище DVR, призупинення й відновлення прямих трансляцій та огляд попереднього змісту на 72 години, FuboTV пропонує два одночасних потоки як частину свого базового пакету підписки. а в березні 2018 року запровадив третій потік за 5,99 доларів на місяць.
FuboTV став другим надзвичайним сервісом інтернет-телебачення, яке було інтегровано в телевізійну програму на Apple TV, iPhone та iPad.
Телевезійний посібник FuboTV не сумісний із такими технологіями доступу, як iOS VoiceOver, Google TalkBack та JAWS (доступ до завдань із мовленням).